# Ralph Nader

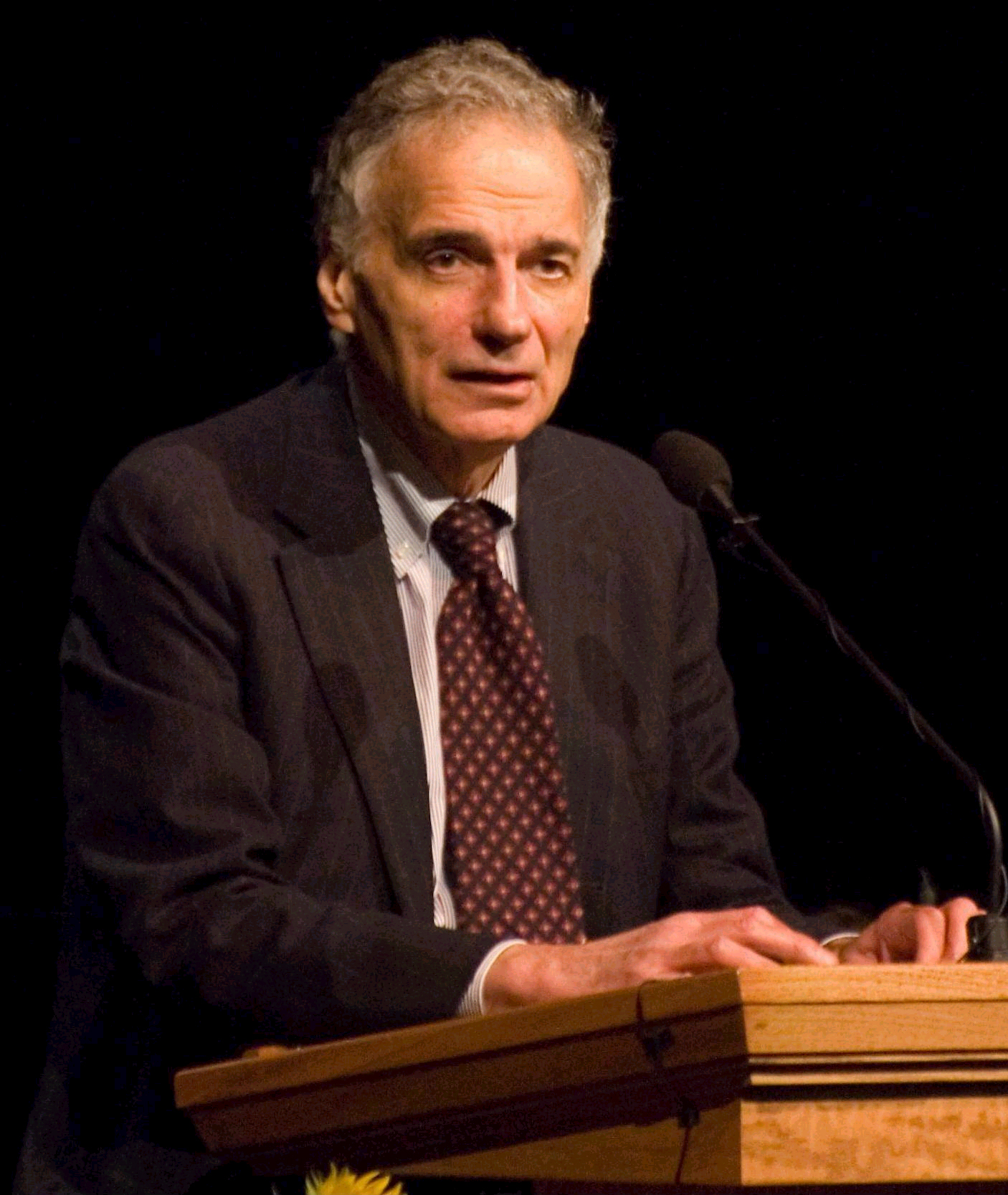
Ralph Nader talar på en alternativ examenshögtid vid Brigham Young University – Dick Cheney talade på den ordinarie ceremonin.
(Foto: Don LaVange.)

Ralph Nader, född 27 februari 1934 i Winsted, Connecticut, är en amerikansk advokat och politiker. Han gjorde sig först känd på 1960-talet för sin aktivism för trafiksäkerhet, konsumentintressen och kamp mot storföretag och senare som en förgrundsgestalt för miljörörelsen. Han har vid flera tillfällen kandiderat till presidentämbetet.

## Biografi
Ralph Nader föddes i USA som son till två invandrade libaneser och kunde studera vid Princeton och Harvard genom stipendium. Under inflytande från tankegångar som tidigare Bertrand de Jouvenel och John Kenneth Galbraith hade uttryckt, började Nader under studietiden att på egen hand engagera sig emot vad han ansåg vara bristande säkerhet i General Motors bilar, särskilt Chevrolet Corvair. Bland annat anklagade han företaget för medhjälp till att åtskilliga personer dödats i trafiken. Han sammanställde sina anklagelser 1965 i boken Unsafe at Any Speed (svensk översättning Den livsfarliga bilen, 1967) som blev en bästsäljare och översattes till flera språk. Kontroversen med detta världens största företag ledde till att kongressen antog en trafiksäkerhetslag 1966. 
Nader gick därefter vidare med att verka för ökad kvalitet på produkter på marknaden, som han menade försämrats av att storföretag motverkade konkurrensen. 1967 antog kongressen på grund av Naders arbeten en lag om tillsyn av livsmedelsindustrin. Han förklarade att han ville skapa en reform av kvaliteten i industrisamhället, och fick så många anhängare att han lyckades bilda en stor landstäckande organisation för att försvara konsumenters intressen mot storföretag. Hans arbete influerade även Sverige till att bilda Konsumentombudsmannen 1971.
Han ställde upp som det amerikanska miljöpartiets kandidat vid presidentvalen 1996 och 2000. Till valet 2004 utsåg partiet istället advokaten David Cobb till sin kandidat, och Nader deltog i valet utan stöd från något politiskt parti men med den gröne kaliforniske politikern Peter Camejo som vice president-kandidat. Den 24 februari 2008 offentliggjorde Nader att han ställer upp i presidentvalet 2008 som obunden kandidat, med den gröne politikern Matt Gonzalez som kandidat till vice president-posten. Det amerikanska miljöpartiets nominerade istället tidigare demokratiske ledamoten av representanthuset Cynthia McKinney.

## Presidentvalskampanjer

### Presidentvalet 1992
Ralph Nader engagerade sig i presidentvalet 1992, men han fanns inte på listorna. Istället var han en så kallad writ-in-kandidat, det vill säga att de som stödde honom kunde skriva hans namn på blanka valsedlar. 

### Presidentvalet 2000

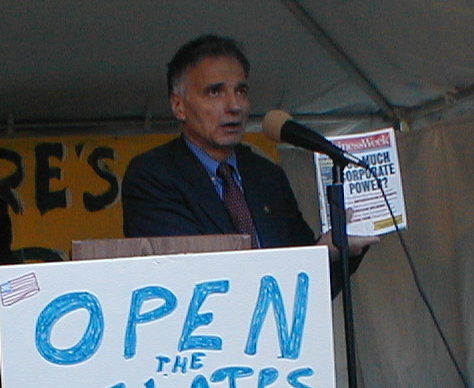
Ralph Nader i ett tal under valrörelsen år 2000

I presidentvalet år 2000 ställde Nader upp som kandidat för det amerikanska miljöpartiet. Han var också nominerad av Vermont Progressive Party och United Citizens Party of South Carolina. Det var hans andra presidentval som officiell grön kandidat och hans tredje totalt, om man även räknar presidentvalet 1992. Hans medkandidat (running mate) var Winona LaDuke, en miljöaktivist och Ojibwe-indian från Minnesota. Totalt var han kandidat i 44 delstater, vilket var en dubblering jämfört med 1996. Han fick 2 882 995 röster, eller 2,74 procent, och missade därmed femprocentsgränsen för att de gröna i nästa val skulle få federalt stöd. I kampanjen fokuserade han på behovet av reform av kampanjfinansiering, miljörättvisa, allmän hälsovård, sänkta boendekostnader, fri utbildning (inklusive college), arbetarrättigheter, legalisering av cannabisbruk och ett skifte i skattepolitiken så att företagen skulle betala mer. Han motsatte sig privatisering av statlig egendom. Under kampanjen gjordes ett antal politiska möten med över 10 000 betalande personer, bland annat i Boston och Minneapolis .

### Presidentvalet 2004
I presidentvalet 2004 ställde Nader upp som en oberoende kandidat. Totalt fick han i hela landet 463 653 röster eller 0,38 procent. I ett flertal delstater var han kandidat för Reform Party (ett parti bildat av Ross Perot). I några delstater var han oberoende kandidat, medan han i andra inte uppfyllde kraven för att få ställa upp. I Delaware ställde han upp som kandidat för Independent Party of Delaware  I New York nominerades han av Independence Party.

### Presidentvalet 2008
Nader ställde upp som en oberoende kandidat i presidentvalet 2008, vilket han tillkännagav den 24 februari 2008 på NBC. Förutom som oberoende kandidat var han även, i några delstater, kandidat för Independent-Ecology Party, Natural Law Party och Peace and Freedom Party. Totalt fick han 738 475 röster.

## Allians med Ron Paul
I januari 2011 tillkännagav Ralph Nader och Ron Paul att de tänker bilda en allians tillsammans. De kommer visserligen från två helt olika politiska traditioner, Ralph Nader från den gröna traditionen och Ron Paul från den libertarianska. Men de menar ändå att de har en samsyn i en rad frågor, exempelvis när det gäller USA:s krigföring, Patriotic Act, NAFTA och WTO samt vikten av reformer av Federal Reserve.

## Ethiopian Airlines ET302
Ralph Naders brors sondotter Samya Stumo omkom i Ethiopian Airlines Boeing 737-max-kraschen den 10 mars 2019. Hon var 24 år gammal. Hon arbetade som finansanalytiker för ThinkWell, en organisation som arbetar för hälso- och vaccinationsområden i bland annat Afrika. Samya var på väg för att arbeta i Kenya och Uganda.  Ralph har startat en kampanj mot 737-max programmet och föreslår att typen aldrig skall få flygas igen  Samyas efterlevande familj har startat en rättslig process mot Boeing. 

## Böcker
- Den livsfarliga bilen – (1965, i svensk översättning 1967)
- Cutting Corporate Welfare - (2000)
- Crashing the Party - (2002)
- The Good Fight: Declare Your Independence and Close the Democracy Gap - (2004)
- The Seventeen Traditions - (2007)
- Only the super-rich can save us - (2010)